# Nampa
Nampa (engelskt uttal: [ˈnæmpə]
 ( lyssna)) är en stad (city) i delstaten Idaho i USA. Staden har 100 200 invånare (2020), på en yta av 87,11 km². Cirka 0,8 procent av befolkningen i staden är afroamerikaner. Av befolkningen lever cirka 14 procent under fattigdomsgränsen.
Staden är belägen i den sydvästra delen av delstaten cirka 30 kilometer väster om huvudstaden Boise och cirka 40 kilometer öster om gränsen till Oregon. Nampa ingår i Boises storstadsområde, som har cirka 765 000 invånare.